# Delegació del Govern d'Espanya a la Rioja
La Delegació del Govern a La Rioja és l'organisme de l'Administració Pública d'Espanya, dependent de la Secretaria d'Estat de Política Territorial, pertanyent al Ministeri de Política Territorial i Funció Pública, encarregat d'exercir la representació del Govern d'Espanya en la comunitat autònoma de La Rioja.

## Seu
La seu de la Delegació es troba al carrer del Muro Francisco de la Mata, 3 de Logronyo.

## Delegats
| Dates del mandat | Dates del mandat | Delegat                       | Partit | Partit |
| ---------------- | ---------------- | ----------------------------- | ------ | ------ |
| 10.09.1982       | 22.12.1982       | Luis Rojo Villa               |        | UCD    |
| 22.12.1982       | 21.11.1986       | José Ignacio Urenda Bariego   |        | PSOE   |
| 21.11.1986       | 16.09.1988       | Antonio José Rojo Sastre      |        | PSOE   |
| 19.09.1988       | 17.05.1996       | Miguel Godia Ibarz            |        | PSOE   |
| 17.05.1996       | 30.04.2004       | Tomás López San Miguel        |        | PP     |
| 30.04.2004       | 31.12.2011       | José Antonio Ulecia Rodríguez |        | PSOE   |
| 31.12.2011       | 19.06.2018       | Alberto Bretón Rodríguez      |        | PP     |
| 19.06.2018       | En el càrrec     | José Ignacio Pérez Sáenz      |        | PSOE   |

## Funcions
L'organisme està dirigit per un delegat, nomenat pel Govern, les funcions del qual, segons l'article 154 de la Constitució espanyola, són les de dirigir l'Administració de l'Estat al territori de la Comunitat Autònoma i la coordinarà, quan escaigui, amb l'administració pròpia de la Comunitat.